# Asterix SC Érd
Az 5 stras SE egy magyar futsalklub. 2016 májusában  Kajdy György indította útjára a 5 Stars Sportegyesületet.

## Klubtörténelem
A csapat megalakulásuk óta folyamatosan a másodosztályban játszott. A 2019/2020-as szezonban történelme eddigi legnagyobb sikerét elérve bejutott a Magyar kupa Final 4 mezőnyébe, ahol az elődöntőben kikapott az MVFC Berettyóújfalu csapatától.

### A bajnokságban
| Szezon    | Bajnokság neve      | Helyezés         |
| --------- | ------------------- | ---------------- |
| 2016/2017 | Férfi Futsal NB II. | 6.               |
| 2017/2018 | Férfi Futsal NB II. | 9.               |
| 2018/2019 | Férfi Futsal NB II. | 9.               |
| 2019/2020 | Férfi Futsal NB II. | nincs helyezés - |
| 2020/2021 | Férfi Futsal NB II. | 11.              |
| 2021/2022 | Férfi Futsal NB III | 2.               |
| 2022/2023 | Férfi Futsal NB II. | 9.               |
| 2023/2024 | Férfi Futsal NB II. | 9.               |

## Csapat 2019/20

### Játékosok
| #  | Ország    | Név                  |
| -- | --------- | -------------------- |
| 40 | HUN       | Buzás Donát          |
| 11 | HUN       | Bíró Bence           |
| 12 | HUN       | Garamszegi Ábris     |
| 14 | HUN       | H.Zováthi Bendegúz   |
| 46 | HUN · FIN | Kajdy Zekő Santeri   |
| 86 | HUN       | Gonda Gergő (K)      |
| 8  | HUN       | Kertész Bence        |
| 17 | HUN       | Török Tamás          |
| 18 | HUN       | Szabó István         |
| 9  | HUN       | Horváth Tamás        |
| 10 | HUN       | Gáspár Tibor         |
| 17 | HUN       | Bozsóki Imre         |
| 40 | HUN       | Kajdy Tamás          |
| 8  | HUN       | Pintér Olivér István |
| 15 | HUN       | Zsidi Lőrinc Benjámn |
| 18 | HUN       | Török Tamás          |